# IC 2657
IC 2657 es una galaxia elíptica en la constelación de Leo. Está a una distancia de 2,10 gigaaños luz y tiene una velocidad de corrimiento al rojo de z=0,167932.  Es el segundo objeto más distante del Catálogo Índice. Está situada próxima al ecuador celeste y, por lo tanto, es  parcialmente visible desde ambos hemisferios en determinadas épocas del año. La galaxia se clasifica como elíptica E3 siguiendo la clasificación morfológica de galaxias de Hubble y de Vaucouleurs. El objeto fue descubierto por Max Wolf el 27 de marzo de 1906.